# Enrique Olaya Herrera Airport
Enrique Olaya Herrera Airport är en flygplats i Colombia. Den ligger i den nordvästra delen av landet, 240 km nordväst om huvudstaden Bogotá. Enrique Olaya Herrera Airport ligger 1 505 meter över havet.
Terrängen runt Enrique Olaya Herrera Airport är varierad. Enrique Olaya Herrera Airport ligger nere i en dal. Runt Enrique Olaya Herrera Airport är det mycket tätbefolkat, med 1 886 invånare per kvadratkilometer. Närmaste större samhälle är Medellín, 4,6 km nordost om Enrique Olaya Herrera Airport. Runt Enrique Olaya Herrera Airport är det i huvudsak tätbebyggt.